# Ли, Энди (снукерист)
Э́нди Ли (англ. Andy Lee, род. 27 ноября 1980 года) — английский профессиональный игрок в снукер китайского происхождения. Профессионал с 2008 года. Попал в мэйн-тур после победы в турнире English Pro Ticket Tour Play-offs. В сезоне 2008/09 лучшим достижением англичанина стал выход в 1/32 турнира Гран-при, причём по пути он выиграл у Барри Пинчеса. Также он достигал 1/32 финала на Шанхай Мастерс. После этого сезона Энди Ли выбыл из мэйн-тура.